# De Roma
De Roma, originalmente Kinema Roma, es un centro cultural y sala de espectáculos de estilo Art Déco situado en el barrio de Borgerhout de la ciudad de Amberes (Bélgica).

## Historia
El edificio, diseñado por el arquitecto Alphonse Pauwels, se construyó en 1927 como cine en la planta baja, con capacidad para 2.000 espectadores (el mayor de Amberes) y viviendas en las plantas superiores. La entrada principal se remodeló en 1958 por el arquitecto Rie Haan. De Roma se convirtió en un popular local de música en la década de 1970, con actuaciones de grandes artistas británicos y estadounidenses en sus giras europeas, pero cerró en 1982.
El edificio fue clasificado como monumento en 2002 y reabrió sus puertas como centro cultural y sala de espectáculos el 15 de mayo de 2003, tras una restauración inicial realizada por voluntarios. Estuvo cerrado durante tres meses en el verano de 2015 para nuevas renovaciones cuyo coste ascendió a 2,8 millones de euros, que fueron financiados por la Región Flamenca, la ciudad, el distrito y una fundación sin ánimo de lucro. Se llevaron a cabo con la ayuda de 400 voluntarios. En 2016, esta restauración fue galardonada con el primer premio anual del patrimonio inmobiliario.